# Gerhard Lehmann (Astronom)
| (10932) Rebentrost | 18. Februar 1998   |
| (19022) Penzel | 26. September 2000 |
| (21678) Lindner1 | 5. September 1999  |
| (22168) Weissflog1 | 30. November 2000  |
| (26757) Bastei1,3 | 20. Mai 2001       |
| (31231) Uthmann1 | 1. Februar 1998    |
| (31240) Katrianne | 20. Februar 1998   |
| (38976) Taeve | 21. Oktober 2000   |
| (39930) Kalauch | 24. März 1998      |
| (59828) Ossikar | 5. September 1999  |
| (69594) Ulferika | 24. März 1998      |
| (79647) Ballack1 | 22. September 1998 |
| (103460) Dieterherrmann1 | 11. Januar 2000    |
| (103770) 2000 DP11 | 27. Februar 2000   |
| (127473) 2002 RX1254 | 9. September 2002  |
| (132297) 2002 GD11 | 3. April 2002      |
| (147595) Gojkomitić2 | 14. April 2004     |
| (157015) 2003 QL472 | 25. August 2003    |
| (161257) 2003 FD22, 4, 5 | 3. April 2002      |
| (181824) Königsleiten1 | 24. September 1998 |
| (193182) 2000 QR | 22. August 2000    |
| (219365) 2000 SC10 | 24. September 2000 |
| (219913) 2002 GE11 | 3. April 2002      |
| (252805) 2002 GC1 | 3. April 2002      |
| (303742) 2005 QW861 | 29. August 2005    |
| 1 zusammen mit Jens Kandler 2 zusammen mit André Knöfel 3 zusammen mit Mike Behnke 4 zusammen mit Thomas Payer 5 zusammen mit Detlef Koschny |                    |

Gerhard Lehmann (* 14.07.1960) ist ein deutscher Amateurastronom und Asteroidenentdecker.

## Berufliche Tätigkeit
Der Lehrer für Physik und Astronomie lebt in Drebach und lehrt am Gymnasium Zschopau unter seinem Lebensmotto: "per aspera ad astra" (Über raue Pfade zu den Sternen).
Er entdeckte zwischen 1998 und 2004 insgesamt 24 Asteroiden, teilweise zusammen mit Jens Kandler, André Knöfel und anderen. Er benutzt für seine Beobachtungen die Sternwarte Drebach in Sachsen.

## Ehrungen
- Der Asteroid (8853) Gerdlehmann wurde nach ihm benannt.

## Quelle
- Lutz D. Schmadel: Dictionary of Minor Planet Names. 5th ed. Springer, Berlin 2003, ISBN 3-540-00238-3 (engl.) Voransicht bei Google Book Search